# 미나토야마역
미나토야마역(일본어: 港山駅)은 일본 에히메현 마쓰야마시에 위치한 이요 철도 다카하마 선의 철도역이다. 역 번호는 IY 03이며, 섬식 승강장 1면 2선의 구조를 갖춘 지상역이다.

## 타는 곳
| 1 | ■ 다카하마 선 | 상행 | 미쓰 · 기누야마 · 마쓰야마시 방면 |
| 2 | ■ 다카하마 선 | 하행 | 다카하마 · (마쓰야마 관광항) 방면 |

## 역 주변
- 니하마 간이 우체국

## 역사
- 1898년 9월 21일 : 화물역으로서 개업.
- 1907년 7월 1일 : 폐지.
- 1931년 5월 1일 : 여객역으로서 개업.
- 2015년 3월 28일 : 무인역이 됨.

## 인접 역
| 이요 철도 다카하마 선               | 이요 철도 다카하마 선 | 이요 철도 다카하마 선      |
| ----------------------------------- | --------------------- | -------------------------- |
| IY 02 바이신지 마쓰야마 관광항 방면 | ■ 다카하마 선         | 미쓰 IY 04 마쓰야마시 방면 |